# بئینو
بئینو (به قزاقی: Бейнеу، بەينەۋ ) یک شهر در قزاقستان است که در شهرستان بئینو و در استان آتیراو واقع شده‌است. بئینو ۴۰۳۴۴ نفر جمعیت دارد.